# アパラーラ

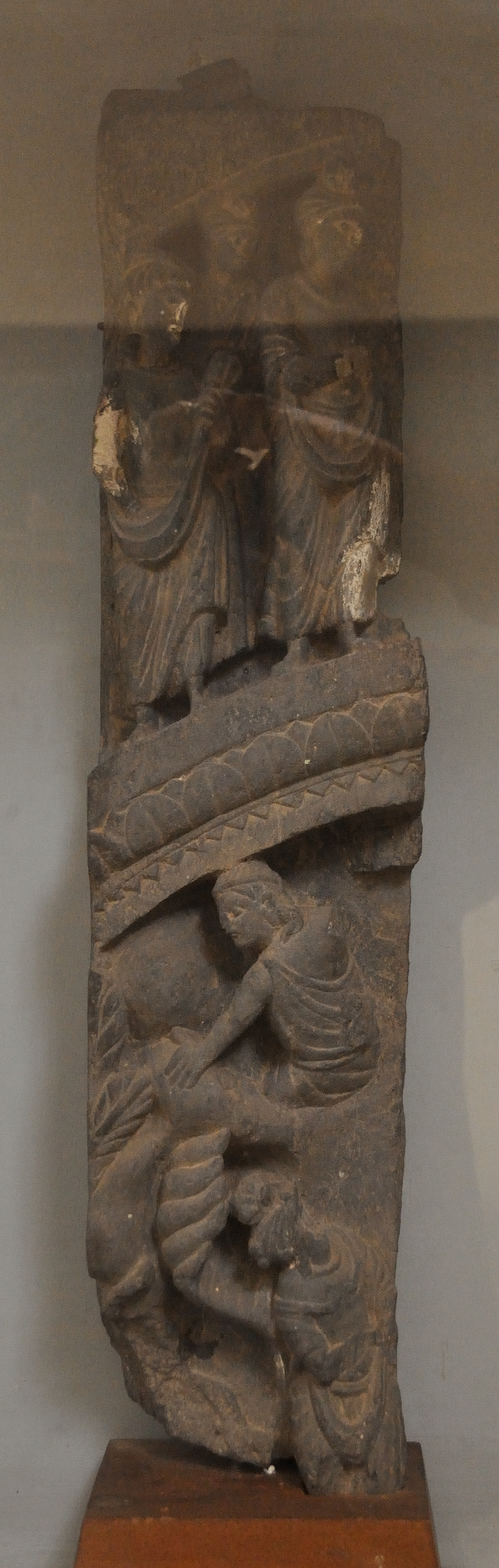
アパラーラ竜王

アパラーラ（Apalāla）とは、インド神話のナーガの王の１人である。音写で阿波邏羅である。無苗と訳す。住む場所は阿波邏羅竜泉（アパラーラ竜王が住む池という意味）である。阿波邏羅竜泉は現在のパキスタンにあるスワート河（スワット河）の水源にあてる説が有力とされている。「大唐西域記巻三」にはインド北部のウッディヤーナ（烏仗那）国にあるとしている。アパラーラは洪水を起こしたためにブッダに調伏され、帰依したという。